# Andula Sedláčková
Andula Sedláčková, aussi connue comme Anna Sedláčková (née le 29 septembre 1887 à Prague, Autriche-Hongrie et morte le 24 novembre 1967 dans la même ville mais en République socialiste tchécoslovaque) était une actrice de cinéma et de théâtre tchécoslovaque.

## Biographie
Née d'un père acteur (Alois Sedláček (cs)) et sœur d'un autre (Jára Sedláček (cs), élève de Marie Hübnerová, elle fonda son propre théâtre en 1939, le Divadlo Anny Sedláčkové (cs), qui continua à ouvrir pendant le protectorat de Bohême-Moravie, sauf dans les 6 mois qui suivirent l'assassinat de Reinhard Heydrich en 1942.
Elle joua rarement après 1945 et mourut dans un accident de moto.

## Galerie

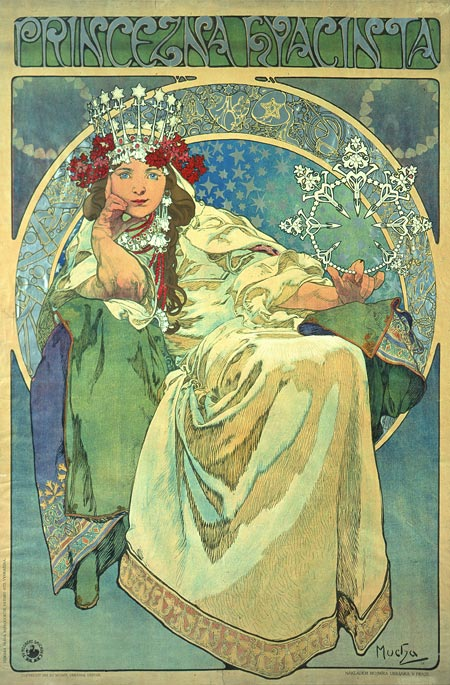
Portrait stylisé d'Andula Sedláčková par Alfons Mucha sur une affiche annonçant le ballet Princezna Hyacinta au Théâtre national de Prague en 1911.
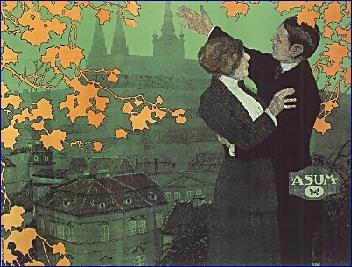
Affiche de Josef Wenig pour un film où elle était à l'affiche, Idyla ze staré Prahy (en)